# Bloppis
Bloppis är en loppmarknad i bloggform. Ordet bloppis är en kombination av orden blogg och loppis (kortform av loppmarknad). År 2010 hamnade "bloppis" i svenska Språkrådets nyordlista. Ungefär samtidigt började bloppisar bli vanligt förekommande bland allmänheten.
Att sälja via bloppis kallas att bloppa. Det finns olika typer av bloppisar med olika nischer, men vanligast är så kallade modebloppisar som säljer kläder och modeartiklar. Bloppisar drivs oftast av privatpersoner.